# Havia gorja-roja

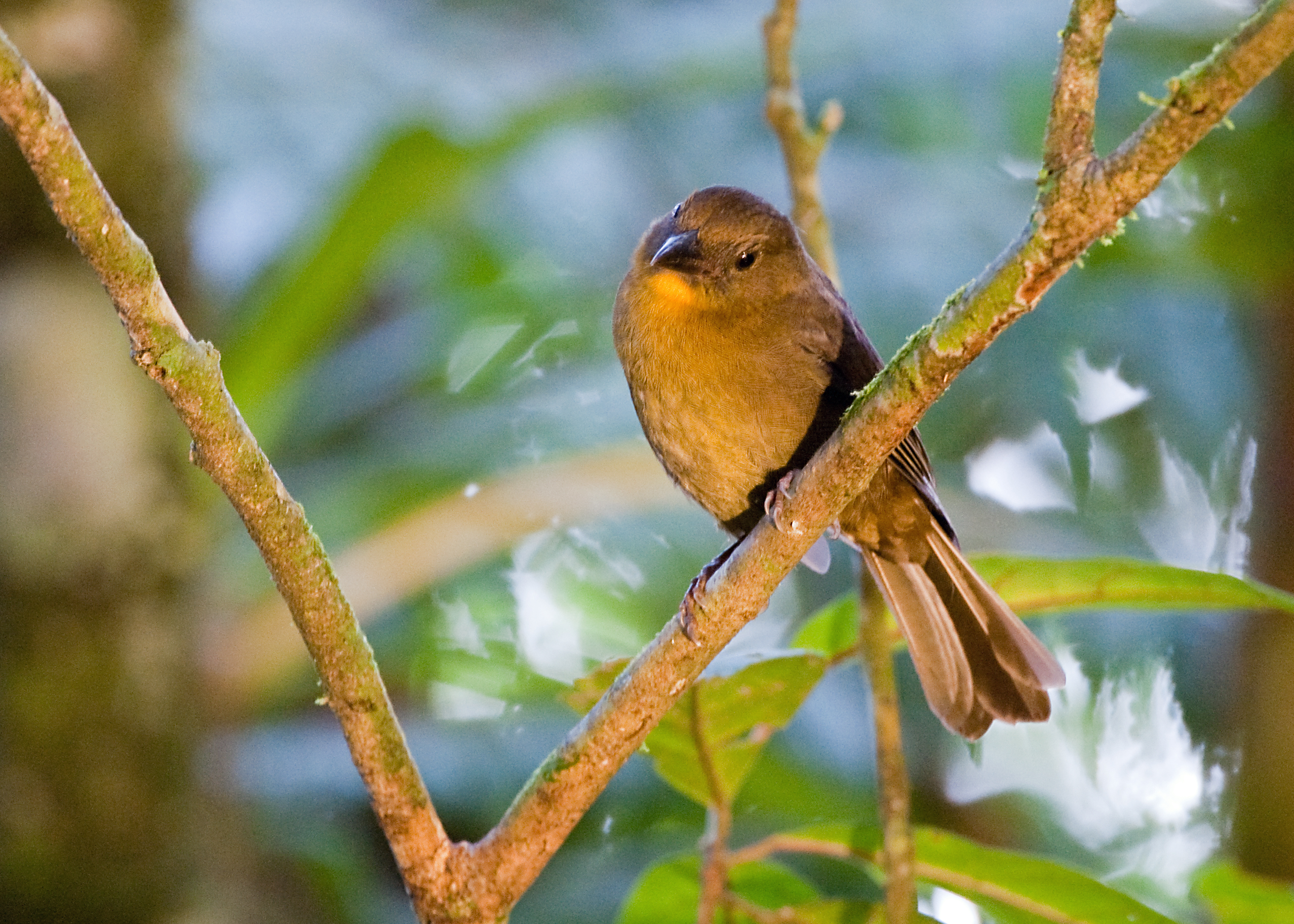
Femella a Costa Rica

L'havia gorja-roja (Habia fuscicauda) és una espècie d'ocell passeriforme que habita en boscos tropicals des de Mèxic fins a Colòmbia. El seu gènere Habia, ha estat tradicionalment col·locat pels ornitòlegs dins de la família Thraupidae, encara que existeixen investigacions que semblen relacionar-ho més amb Cardinalidae.